# 岡村咲
岡村 咲（おかむら さき、1992年8月7日 - ）は、徳島県板野郡出身の女子プロゴルファー。スターツ所属。

## 来歴
10歳から両親の影響でゴルフを始め、ジュニアの大会などで好成績を収めた。その後高知中央高校へ進みゴルフ部に所属、数々の大会で活躍した。
2011年、高校卒業と同時にプロ転向。
2013年、日本女子プロゴルフ協会（JLPGA）のトーナメントの試合出場権を獲得し、トーナメントに本格参戦している。

## 優勝記録（アマチュア）
- 2005年
  - JJGAポロジャパン 四国大会
  - 黒潮ジュニアカップ
- 2006年
  - 全日本レディース選手権 四国大会
  - 四国中学校ゴルフ選手権
- 2007年
  - JJGAロレックスジュニア 四国大会
  - JJGAロレックスジュニア 全国大会
- 2008年
  - JJGAジュニアオールスター 全国大会
  - JJGAポロジャパンジュニア 全国大会
  - 全日本レディース選手権　四国大会
- 2009年
  - JJGAポロジャパンジュニア 全国大会
  - JJGA石川遼カップ予選大会

## メディア出演
- NEWS every(2015年5月6日)
- フジTV ジャンクSPORTSスペシャル(2015年6月7日)
- NHK Eテレ「ハートネットTV」”ブレイクスルー”(2015年9月7日)
- GOLF女子プロ流（2016年4月 - 2017年3月、BS11）
- 岡村咲のGOLFスコアアップ（2016年9月 - 2017年3月、BS11）
- 日本テレビ「ザ！世界仰天ニュース」恐怖のアレルギースペシャル(2016年6月15日)